# Нюссо (озеро)
Нюссо или Нюсское озеро — озеро в Пореченской волости Великолукского района Псковской области.
Площадь — 3,0 км² (300,9 га; с 3 островами — 3,1 км² или 308,0 га). Максимальная глубина — 8,0 м, средняя глубина — 3,7 м. Площадь водосборного бассейна — 18,3 км².
На берегу озера расположены деревни: Нюссо, Занюсское, Дурневка.
Сточное. Относится к бассейнам рек-притоков: Неспица, Серучица (Пестриковский канал), Ловать.
Состоит из двух плесов: южное — Нюсское — площадью 242,1 га (2,42 км²) и северное — Занюсское — 65,9 га (0,67 км²).
Тип озера лещово-судачий. Массовые виды рыб: Лещ, судак, щука, окунь, плотва, уклея, густера, налим, караси золотой и серебряный, красноперка, ерш, линь, язь, вьюн, пескарь, щиповка, верховка, карп; раки (единично).
Для озера характерно: крутые, отлогие и низкие, местами заболоченные берега, в прибрежье — леса, луга, огороды, болото; волнистое дно, в литорали — песок с галькой, песок, камни, заиленный песок, в центре — ил.